# Mary Ellen Trainor
Mary Ellen Trainor (São Francisco, 8 de julho de 1952 - Montecito, 20 de maio de 2015) foi uma atriz estadunidense.

## Filmografia
- Sexta-Feira Muito Louca (2003) (Longa-metragem)
- Vida que Segue (2002)
- Em Qualquer Outro Lugar (1999)
- Máquina Mortífera 4 (1998) (Longa-metragem)
- Hope - Cidade em Conflito (1997) (Feito para TV, Longa-metragem), Maize Burns
- Momento Crítico (1996) (Longa-metragem)
- Congo (1995)
- Forrest Gump - O Contador de Histórias (1994) (Longa-metragem)
- Os Puxa-Sacos (1994) (Longa-metragem), Nora McTeague
- A Morte Lhe Cai Bem (1992) (Longa-metragem)
- Kuffs - Um Tira por Acaso (1992) (Longa-metragem), Nikki Allyn
- Máquina Mortífera 3 (1992) (Longa-metragem)
- Grand Canyon - Ansiedade de Uma Geração (1991) (Longa-metragem)
- Sem Limite para Vingar (1991) (Longa-metragem)
- De Volta para o Futuro II (1989) (Longa-metragem), Policial Reese (não creditado)
- Máquina Mortífera 2 (1989) (Longa-metragem)
- Os Caça-Fantasmas II (1989) (Longa-metragem)
- Duro de Matar (1988) (Longa-metragem)
- Os Fantasmas Contra-Atacam (1988) (Longa-metragem)
- Máquina Mortífera (1987) (Longa-metragem)
- Deu a louca nos monstros (1987)
- Os Goonies (1985) (Longa-metragem)
- Tudo por uma Esmeralda (1984) (Longa-metragem)

## Televisão
- Hope - Cidade em Conflito (1997) (Feito para TV, Longa-metragem)